# 菲律宾航空143号班机爆炸事故
菲律宾航空143号航班是自菲律宾首都马尼拉尼诺伊·阿基诺国际机场起飞，至该国伊洛伊洛市曼都寮机场的航班。一架波音737经典型飞机于1990年5月11日执飞该航班时，其中部油箱发生爆炸，导致8人死亡。这是该机型第一起有人员死亡的事故。

## 事故概要
事发当天的马尼拉气温高至35摄氏度。机身中部机翼下方油箱的空调设备在飞机后推之前已运行了30~45分钟。油箱自5月9日起没有补充过燃油，可能含有燃油蒸汽。油箱在后推之后不久爆炸，巨大的推力抬升了客舱的地板。油箱随后裂开，令火势蔓延整架飞机。
当地空管局官员曾怀疑机舱内安置了炸弹，而机组在起飞前并未收到有关炸弹的警告，调查中也没发现炸弹或类似的装置。燃油蒸汽起火可能是由于漏电。据事故调查报告，菲律宾航空在飞机交付后安装了标志灯，这些标志灯的导线要通过油箱中的蒸汽密封件。美国国家运输安全委员会向联邦航空管理局建议向菲律宾航空发出适航指令，要求其调查飞机的燃油增压泵、浮球开关和接线器，而联邦航空管理局拒绝了该建议。

## 伤亡
事故造成8人死亡，另有82人因吸入烟气等在机场医院接受了治疗。本次事故没有引发地面无关人员伤亡。